# Nobuyuki Zaizen
Nobuyuki Zaizen (Hokkaidō, 19 ottobre 1976) è un ex calciatore giapponese, di ruolo centrocampista.